# Rothmans Canadian Open 1971
Die Rothmans Canadian Open 1971 waren ein Tennisturnier der WTA Tour 1971 für Damen sowie ein Tennisturnier des Grand Prix 1971 für Herren in Toronto, die vom 9. bis 16. August 1971 stattfanden.

## Herren
→ Hauptartikel: Rothmans Canadian Open 1971/Herren

## Damen
→ Hauptartikel: Rothmans Canadian Open 1971/Damen